# Lamartinova
Lamartinova (en serbe cyrillique : Ламартинова) est une rue de Belgrade, la capitale de la Serbie, située dans la municipalité urbaine de Vračar.
La rue est ainsi nommée en l'honneur du poète français Alphonse de Lamartine.

## Parcours
La rue Lamartinova naît au niveau de la rue Petra Kočića. Elle s'oriente vers l'ouest et croise la rue Braničevska avant d'aboutir à la rue Nebojšina.

## Monument
Le monument en l'honneur d'Alphonse de Lamartine (Споменик Ламартину et Spomenik Lamartinu) a été réalisé en 1933 par le sculpteur slovène Lojze Dolinar ; il porte une inscription extraite du Voyage en Orient (1835) : « J'aimerais à combattre, avec ce peuple naissant, pour la liberté féconde » ; ce monument marque le point de départ de la rue Lamartinova.